# Albert Ier de Saxe
Pour les articles homonymes, voir Albert Ier et Albert de Saxe (homonymie).
Titre
Duc de Saxe
2 février 1212 – 7 octobre 1260 
(48 ans, 8 mois et 5 jours)
Albert Ier, né vers 1175 et décédé le 7 octobre 1260, est un prince de la maison d'Ascanie, fils du duc Bernard III de Saxe. Il fut duc de Saxe de 1212 à sa mort.

## Biographie
Albert est le fils cadet de Bernard III (1140–1212), duc de Saxe à partir 1180, et de son épouse Judith (morte après 1201), issue de la maison Piast, fille du duc polonais Mieszko III le Vieux. Son demi-frère aîné est Henri Ier d'Anhalt, né vers 1170, le futur prince d'Anhalt. Leur père, comte de Ballenstedt, a reçu le titre de « duc de Saxe », tandis que les pays saxons sont paratagés après la chute de Henri le Lion par l'empereur Frédéric Barberousse en 1180.
À la mort de Bernard en 1212, Abert hérite de son titre ducal, alors que son frère aîné Henri reçoit les pays héréditaires des Ascaniens autour du château d'Anhalt.
Dans le conflit pour le trône, le duc Albert de Saxe servait à l'empereur Otton IV confronté à Frédéric II de Hohenstaufen, élu roi des Romains le 5 décembre 1212, et il se battait notamment avec le partisan de Frédéric, l'archevêque Albert de Magdebourg. En 1217, les troupes d'Albert et de son cousin le margrave Albert II de Brandebourg envahirent les pays archiépiscopaux au-delà de l'Elbe, mais sans grand succès.
Peu après, Frédéric II a équipé une armée pour la cinquième croisade qu'il mit sous les ordres d'Albert. L'année suivante, le duc a participé au siège de Damiette et revint alors à la Germanie. Le roi Frédéric a confirmé ses fiefs et possessions saxonnes. En 1219, Albert combat au côté des chevaliers Porte-Glaive en Livonie.

La Saxe vers 1235, les fiefs du duc Albert en vert.

À la mort de son cousin le margrave Albert II de Brandebourg en 1220, il a exploité le fait que ses fils Jean et Othon III sont encore mineurs ; il en est résulte un désaccord avec son frère, le prince Henri d'Anhalt, chargé par l'empereur Frédéric II de leur garde. En Saxe, il réussit à retrouver la suprématie sur la Nordalbingie jusqu'en 1226 ; l'année suivante, il participa à la bataille de Bornhöved au côté du comte Adolphe IV de Schauenbourg et de l'archevêque Gérard II de Brême. Au cours des combats, a remporté la possession du domaine de Lauenbourg.
De 1227 à 1230, Albert fut tuteur du margrave Henri III de Misnie. Il accompagna l'empereur Frédéric II dans la sixième croisade, de 1228 à 1229, au royaume de Jerusalem. En 1231/1232, il intervient entre l'empereur et son fils révoltant Henri (VII) et il a été l'un des princes qui ont obtenu des concessions importantes par leStatutum in favorem principum.
En 1240/1241, au cours du conflit avec le pape Grégoire IX, il se trouve à nouveau en Italie. Après la déposition de Frédéric II et pendant le Grand Interrègne, le septuagénaire a joué un rôle clé en tant que archimaréchal de l'Empire et prince-électeur. Il appuya la régence de Guillaume de Hollande et il a approuvé le choix de Alphonse de Castille en 1257.

## Union et postérité
- Marié en 1222 avec Agnès (bg) (1205-1226), fille du duc Léopold VI d'Autriche, dont :
  - Bernard († après 1238)
  - Judith mariée le 17 novembre 1239 avec Éric IV, roi du Danemark  puis avec Burchard VII de Querfurt-Rosenburg
  - Anne-Marie († 7 janvier 1245) avec le duc Barnim Ier le Bon[1]
  - Brigitte (Jutte) († 4 avril 1266), (fiancé avec Otto de Brunswick), marié avant 1255 avec le margrave Jean Ier de Brandebourg [fondateur de la lignée johannique]
  - Mathilde (Mechthild) († 28 juillet 1266) marié vers 1241 avec le conte Jean Ier de Holstein

- Marié en 1227 avec Agnès (ca 1204-/1247), fille du landgrave Hermann Ier de Thuringe, dont :
  - Agnès
  - Marguerite († 1265) marié en 1264 avec Helmold III, conte de Schwerin (en)

- Marié en 1247 ou 1248 avec Hélène (bg) (ca 1223-1273), fille du duc Othon Ier de Brunswick, dont :
  - Hélène (1247–1309), mariée avec Henri III le Blanc, duc de Silésie puis, vers 1275, avec le burgrave Frédéric III de Nuremberg ;
  - Jean Ier (1249–1285), duc de Saxe, marié vers 1270 avec Ingeborg Folkungaätten ;
  - Albert II (1250–1298), duc de Saxe, marié avec Agnès de Habsbourg (de), fille du roi Rodolphe Ier de Habsbourg ;
  - Élisabeth (morte avant 1306), mariée en 1250 avec Jean Ier, comte de Holstein.
  - Rudolf († après 1269) marié avec Anne, fille du comte palatin Louis de Bavière

En 1296, Albert II et ses neveux, fils de Jean Ier, ont définitivement leur duché de Saxe en deux pays : Saxe-Wittemberg et Saxe-Lauenbourg.